# Bakersville
Bakersville é uma cidade  localizada no estado norte-americano de Carolina do Norte, no Condado de Mitchell.

## Demografia
Segundo o censo norte-americano de 2000, a sua população era de 357 habitantes.
Em 2006, foi estimada uma população de 349, um decréscimo de 8 (-2.2%).

## Geografia
De acordo com o United States Census Bureau, a localidade tem uma área de 1,9 km², totalmente cobertos por terra. Bakersville localiza-se a aproximadamente 856 m acima do nível do mar.

## Localidades na vizinhança
O diagrama seguinte representa as localidades num raio de 24 km ao redor de Bakersville.